# M5-Brane
Eine M5-Brane ist in der M-Theorie, einer gemeinsamen Verallgemeinerung von fünf Stringtheorien, eine fünfdimensionale Brane, die sich aus den Feldgleichungen der D = 11 Supergravitation ergibt, dem Niedrigenergiegrenzfall der M-Theorie. Eine M2-Brane ist magnetisch geladen und koppelt magnetisch an das Eichfeld der D = 11 Supergravitation. Über die elektromagnetische Dualität (auch Montonen-Olive-Dualität) korrespondiert die M5-Brane mit der M2-Brane.

## Beschreibung
Im Whitehead-Turm der orthogonalen Gruppe {\displaystyle \operatorname {O} (n)} führt die Vernichtung ihrer siebten Homotopiegruppe {\displaystyle \pi _{7}\operatorname {O} (n)} auf ihre {\displaystyle 7}-zusammenhängende Überlagerung, welche als Fivebrane-Gruppe {\displaystyle \operatorname {Fivebrane} (n)} bezeichnet wird. Im Whitehead-Turm der unendlichen orthogonalen Gruppe {\displaystyle \operatorname {O} =\lim _{n\rightarrow \infty }\operatorname {O} (n)} führt die Vernichtung ihrer siebten Homotopiegruppe {\displaystyle \pi _{7}\operatorname {O} \cong \mathbb {Z} } (welche achtfache Bott-Periodizität aufweisen) entsprechend auf ihre {\displaystyle 7}-zusammenhängenden Überlagerung {\displaystyle \operatorname {Fivebrane} =\lim _{n\rightarrow \infty }\operatorname {Fivebrane} (n)}. Diese wird bei der Beschreibung der M5-Brane verwendet und erklärt ihre Benennung.
Beschrieben wird die M9-Brane auf der elfdimensionalen Mannigfaltigkeit {\displaystyle \mathbb {R} ^{3,1}\times T^{2}\times \mathbb {R} ^{2}\times \mathbb {R} ^{3}} durch:
{\displaystyle g=c^{2}\left(H^{-{\frac {1}{3}}}g_{\mathbb {R} ^{3,1}}+H^{\frac {2}{3}}g_{T^{2}}\right)+{\frac {1}{c^{4}}}\left(H^{-{\frac {1}{3}}}g_{\mathbb {R} ^{2}}+H^{\frac {2}{3}}g_{\mathbb {R} ^{3}}\right);}
{\displaystyle H(r)=1+{\frac {c^{\beta }R}{r}}.}
Eine Kompaktifizierung der M5-Brane entlang einer Dimension parallel zu dieser führt auf eine D4-Brane. Eine Kompaktifizierung der M5-Brane entlang einer Dimension senkrecht zu dieser führt auf die NS5-Brane.